# Praying To the Sky
Praying To the Sky è un singolo del rapper statunitense Lil Peep, pubblicato il 9 agosto 2015

## Tracce
1. Praying To the Sky – 3:59